# Duraznal
 Duraznal es un poblado que está situado en el municipio de Santa María Peñoles. Duraznal está a 2287 metros de altitud.

## Geografía
Está ubicada a 17°04'00" latitud norte y 96°57'56" longitud oeste.

## Población
Según el censo de población de INEGI del 2010: la comunidad cuenta con una población total de 539 habitantes, de los cuales 274 son mujeres y 265 son hombres. Del total de la población 492 personas hablan el mixteco, divididos en 237 hombres y 255 mujeres.

## Ocupación
El total de la población económicamente activa es de 153 habitantes, de los cuales 95 son hombres y 58 son mujeres.